# Club de Escépticos Checos Sisyfos
El Český klub skeptiků Sisyfos (Club de Escépticos Checos Sisyfos) es una organización sin ánimo de lucro escéptica checa fundada en 1994, con sede en Praga. Su principal objetivo y misión es extender y defender los hallazgos y resultados de la ciencia contemporánea, para promover el racionalismo, el pensamiento crítico, para familiarizar al público con los principios del método científico, a hablar en contra de la propagación de ideas paranormales y la pseudociencia, para asegurar que las universidades, sociedades científicas e instituciones sean activamente responsables de defender la ciencia y el pensamiento crítico, para investigar controversias y afirmaciones falsas, para brindar asistencia a los ciudadanos en la protección contra productos fraudulentos y productos de medicina alternativa y métodos de curación ineficaces o peligrosos. De acuerdo con la misión y los objetivos, el club se niega a interferir con cuestiones religiosas, morales y políticas.

## Organización

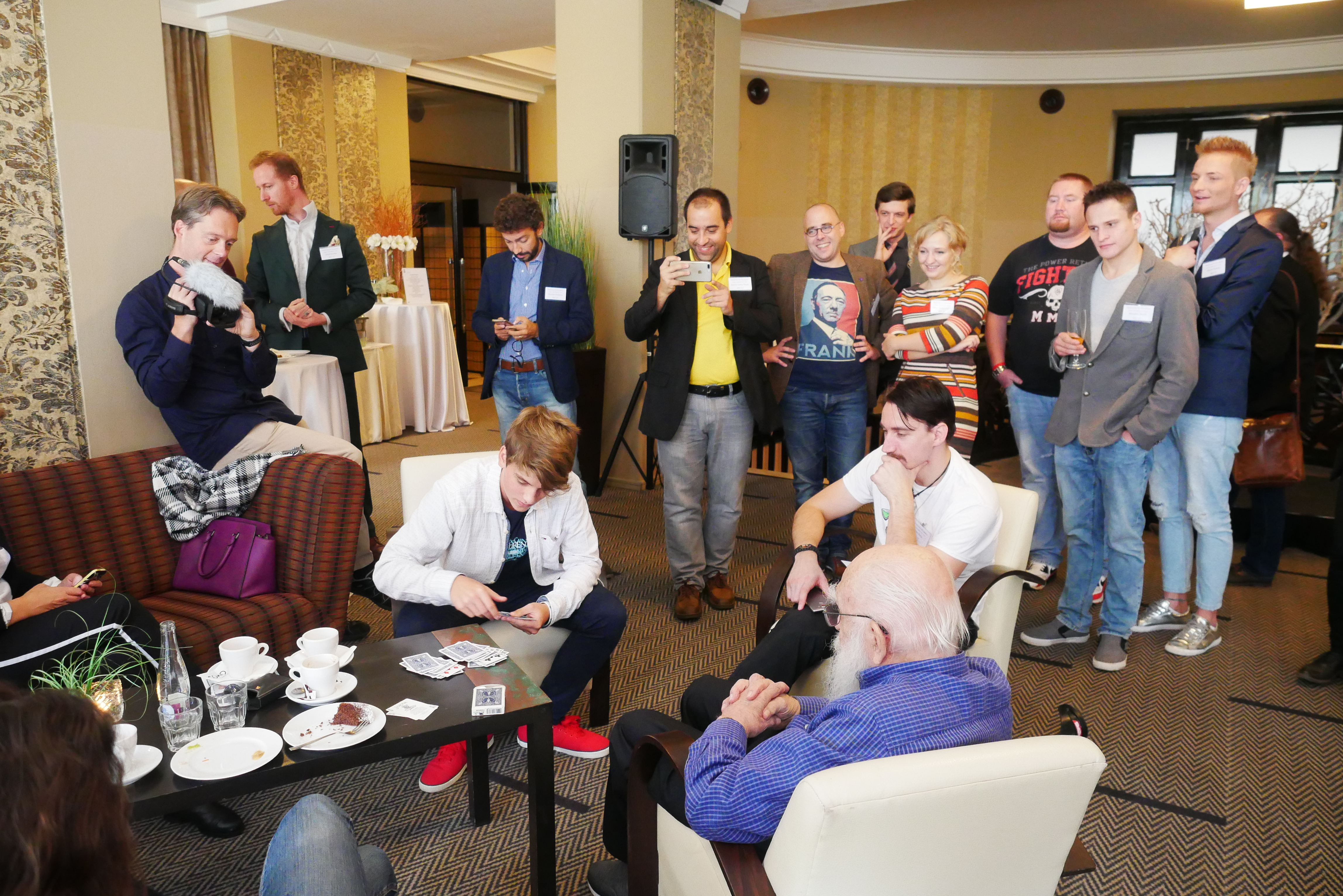
James Randi realiza un truco de cartas en un evento Sisyfos de 2017 en Praga.

La organización tiene alrededor de 400 miembros. Es socia del American Committee for Skeptical Inquiry y es miembro del Consejo Europeo de Organizaciones Escépticas. Desde 2000, es miembro de la organización checa Rada vědeckých společností České republiky (Consejo de Sociedades Científicas de la República Checa). Algunos de los miembros principales son el astrónomo y comunicador científico Jiří Grygar y la publicista Věra Nosková. El nombre de la organización se refiere al mitológico Sísifo y simboliza la creencia de los fundadores de que los trabajos de Sísifo (trabajo largo y finalmente infructuoso) les espera.

## Actividades
La organización publica el periódico Sisyfos en línea y como prensa diaria, organiza el ciclo de conferencias llamado Věda kontra iracionalita (Ciencia vs. Irracionalidad), publica varias colecciones de libros y ofrece un desafío paranormal. También ha participado en la campaña mundial 10:23 para concienciar sobre la ineficacia de la homeopatía.

### Desafío paranormal
Sisyfos ofrece €125.000 a cualquiera que pueda probar fenómenos paranormales.

### Premio "Pedruzco Errático"
La organización emite un anti-premio llamado Bludný balvan ("pedruzco errático") "para resaltar la contribución de los individuos y las sociedades para engañar al público checo y el desarrollo de una forma de pensar confusa".

### Boletín Sisyfos
Desde 1995, la organización publica un boletín periódico tres o cuatro veces al año titulado Neperiodický zpravodaj občanského sdružení Sisyfos (Informe no periódico de la Organización Sisyfos). Contiene artículos de expertos checos y extranjeros, así como eventos de actualidad dentro de la organización. El boletín está disponible de forma gratuita en el sitio web desde 2000.

### Eventos
En 2017, el Český klub skeptiků Sisyfos y el Klub Sceptyków Polskich polaco organizaron el XVII Congreso Europeo de Escépticos (ESC). El ESC se ha celebrado cada dos años desde 1989, cada vez organizado por un miembro diferente del Consejo Europeo de Organizaciones Escépticas (ECSO). El Congreso incluyó conferencias y paneles, e involucró discusiones sobre temas como ciencia y religión, exorcismos y organismos genéticamente modificados. Los oradores incluyeron a Amardeo Sarma, Gerald Ostdiek, Holm Gero Hümmler y Mark Lynas, entre muchos otros. Además, Massimo Polidoro entrevistó a James Randi sobre el tema de la investigación paranormal. También se llevaron a cabo talleres públicos gratuitos durante el Congreso sobre temas como "Mecánica cuántica frente al sentido común", "Qué podemos inferir de los dibujos de los niños" y "Misión a Marte".

## Sisyfos y la religión
Según su declaración de misión, la organización se niega a interferir dentro del área religiosa. Los miembros del club son tanto ateos como creyentes. Sin embargo, han publicado varios artículos sobre el tema de la ciencia, el escepticismo y la religión. Después de un debate interno entre los miembros, en febrero de 2001 la organización finalmente decidió que, por razones prácticas, no se ocupará de cuestiones religiosas.